# Урочище «Савчуки»
Уро́чище «Савчуки́» — ботанічний заказник місцевого значення в Україні. Розташований у  Дубенському районі Рівненської області, на території колишньої  Козинської сільської ради. 
Площа 65,6 га. Перебуває у віданні ДП СЛАП «Радивилівський держспецлісгосп» (кв. 24, вид. 1-9). Заснований рішенням облвиконкому № 33 від 28.02.1995 року. 
Заказник створений для збереження численних популяцій орхідей та інших водно-болотних видів рослин. У прилеглому лісі виявлені центральноєвропейський вид — астранція велика та диз'юнктивноареальний вид — лілія лісова, занесена до Червоної книги України. 